# ドナルドのラッキーな一日
『ドナルドのラッキーな一日』（ドナルドのラッキーないちにち、原題：Donald's Lucky Day）は、ウォルト・ディズニー・プロダクション（現：ウォルト・ディズニー・カンパニー）が制作したアニメーション短編映画作品。ドナルドダック・シリーズの第11作である。

## あらすじ
怪しい雰囲気のある夜、悪党2人組が物騒な企みをしていた。彼らの裏切り者に時限爆弾を送りつけ、派手に爆発させてやろうというのだ。時限爆弾を夜12時にセットし、爆弾の配達役となるメッセンジャーがやってくるのを待っていた。
一方、そんなことは露知らず「今日はラッキー」と愉快なラジオの音楽を聞きながらやってきたメッセンジャー・ドナルド。依頼人のもとへ到着したドナルドはぶっきらぼうに小包を渡され、「この時計を夜12時までに届けろ。絶対落とすなよ」と命じられる。かくして、ドナルドは小包の正体を知らないまま爆弾を運ぶ羽目になる。
自転車を走らせるドナルド。何気なくラジオのチャンネルを変えると、さきほどの愉快な曲から一変、突然「おまえ、まだ生きとるのか!?」との声が。今日は13日の金曜日だったのだ。よくよく荷物の宛先を見ると「13番通り 1313番地」と、実に不吉な数字が並ぶ。さらにラジオからは不吉な要素として「割れた鏡」「前を横切る黒猫」「梯子の下」といったキーワードが。道中ドナルドはこれらの不吉な要素に出会ってしまいそうになってしまい、何とか避けようとする。

## スタッフ
- 監督：ジャック・キング
- 原画：ポール・アレン、ディック・ランディー、ケン・ピーターソン他
- 脚本：カール・バークス、ジャック・ハンナ他

## キャスト
| キャラクター   | 原語版               | 旧吹き替え版 | 新吹き替え版 |
| -------------- | -------------------- | ------------ | ------------ |
| ドナルドダック | クラレンス・ナッシュ | 関時男       | 山寺宏一     |
| 依頼人         | ?                    | 遠藤征慈     | 辻親八       |
| ラジオの声     | ?                    | 金尾哲夫     | ?            |
| ナレーション   | -                    | 江原正士     | -            |

## 日本での公開

### 収録
- 『ディズニーのこわ～いお話』（VHS、ポニー、バンダイ、旧吹き替え版）
- 『ドナルドダック・クロニクル Vol.1 限定保存版』（DVD、ブエナ ビスタ ホーム エンターテイメント、新吹き替え版）